# Freienbach
Freienbach é uma comuna da Suíça, no Cantão Schwyz, com cerca de 14.425 habitantes. Estende-se por uma área de 20,31 km², de densidade populacional de 710 hab/km². Confina com as seguintes comunas: Altendorf, Einsiedeln, Feusisberg, Jona (SG), Rapperswil (SG), Richterswil (ZH), Wollerau.
A língua oficial nesta comuna é o Alemão.